# Division 1 Féminine 2021-2022
La Division 1 Féminine 2021-2022, nota anche come D1 Arkema féminine 2021-2022 per ragioni di sponsorizzazione, è stata la 48ª edizione della massima divisione del campionato francese femminile di calcio. Il campionato è iniziato il 27 agosto 2021 e si è concluso il 1º giugno 2022. Il campionato è stato vinto per la quindicesima volta dall'Olympique Lione, che è tornato a vincere il titolo dopo averlo mancato nella stagione precedente.

## Stagione

### Novità
Dalla Division 1 Féminine 2020-2021 sono stati retrocessi in Division 2 Féminine l'Issy, poi ripescato, e il Le Havre, che erano nelle ultime due posizioni in classifica. Dalla Division 2 Féminine è stato promosso il Saint-Étienne, vincitore del Gruppo B, tornato in D1 dopo quattro stagioni in cadetteria.

### Formato
Le 12 squadre si affrontano in un girone all'italiana con partite di andata e ritorno, per un totale di 22 giornate. La squadra prima classificata è campione di Francia, mentre le ultime due classificate retrocedono in Division 2. Le prime tre classificate sono ammesse all'edizione 2022-2023 della UEFA Women's Champions League.

## Squadre partecipanti
| Club                | Stagione | Città               | Stadio                      | Stagione precedente      |
| ------------------- | -------- | ------------------- | --------------------------- | ------------------------ |
| Bordeaux            | dettagli | Bordeaux            | Stadio Robert-Monseau       | 3º posto in Division 1   |
| Digione             | dettagli | Digione             | Stadio des Poussots         | 8º posto in Division 1   |
| Fleury              | dettagli | Fleury-Mérogis      | Stadio Auguste Gentelet     | 9º posto in Division 1   |
| Guingamp            | dettagli | Guingamp            | Stadio Fred Aubert          | 5º posto in Division 1   |
| Issy                | dettagli | Issy-les-Moulineaux | Stadio Le Gallo             | 11º posto in Division 1  |
| Montpellier         | dettagli | Montpellier         | Stadio Jules Rimet          | 7º posto in Division 1   |
| Olympique Lione     | dettagli | Lione               | Groupama OL Training Center | 2º posto in Division 1   |
| Paris FC            | dettagli | Parigi              | Stadio Robert Bobin         | 4º posto in Division 1   |
| Paris Saint-Germain | dettagli | Parigi              | Stadio Jean Bouin           | Campione di Francia      |
| Saint-Étienne       | dettagli | Saint-Étienne       | Stadio Léon Nautin          | 1º posto in Division 2/B |
| Soyaux              | dettagli | Soyaux              | Stadio Léo Lagrange         | 10º posto in Division 1  |
| Stade Reims         | dettagli | Reims               | Stadio Louis Blériot        | 6º posto in Division 1   |

## Classifica finale
|  | Pos. | Squadra             | Pt | G  | V  | N | P  | GF | GS | DR  |
|  | ---- | ------------------- | -- | -- | -- | - | -- | -- | -- | --- |
|  | 1.   | Olympique Lione     | 64 | 22 | 21 | 1 | 0  | 79 | 8  | +71 |
|  | 2.   | Paris Saint-Germain | 53 | 22 | 17 | 2 | 3  | 68 | 12 | +56 |
|  | 3.   | Paris FC            | 50 | 22 | 16 | 2 | 4  | 49 | 21 | +28 |
|  | 4.   | Fleury              | 43 | 22 | 14 | 1 | 7  | 36 | 26 | +10 |
|  | 5.   | Montpellier         | 35 | 22 | 11 | 2 | 9  | 38 | 25 | +13 |
|  | 6.   | Bordeaux            | 35 | 22 | 11 | 2 | 9  | 38 | 29 | +9  |
|  | 7.   | Stade Reims         | 33 | 22 | 10 | 3 | 9  | 29 | 38 | -9  |
|  | 8.   | Guingamp            | 17 | 22 | 4  | 5 | 13 | 23 | 57 | -34 |
|  | 9.   | Soyaux              | 16 | 22 | 5  | 1 | 16 | 18 | 55 | -37 |
|  | 10.  | Digione             | 15 | 22 | 3  | 6 | 13 | 13 | 45 | -32 |
|  | 11.  | Issy                | 13 | 22 | 4  | 1 | 17 | 19 | 57 | -38 |
|  | 12.  | Saint-Étienne       | 7  | 22 | 1  | 4 | 17 | 17 | 54 | -37 |

Legenda:
      Campione di Francia e ammessa alla UEFA Women's Champions League 2022-2023.
      Ammessa alla UEFA Women's Champions League 2022-2023.
      Retrocessa in Division 2.
Note:
Tre punti a vittoria, uno a pareggio, zero a sconfitta.

## Risultati

### Tabellone
|                 | Bor  | Dig  | Fle  | Gui  | Iss  | Mon  | OLi  | PFC  | PSG  | SÉt  | Soy  | StR  |
| --------------- | ---- | ---- | ---- | ---- | ---- | ---- | ---- | ---- | ---- | ---- | ---- | ---- |
| Bordeaux        | –––– | 1-1  | 1-2  | 3-0  | 3-0  | 0-1  | 1-4  | 1-4  | 1-5  | 3-0  | 6-0  | 3-1  |
| Digione         | 0-2  | –––– | 0-0  | 1-1  | 0-1  | 1-2  | 0-3  | 0-2  | 0-3  | 0-4  | 0-1  | 2-2  |
| Fleury          | 2-0  | 0-1  | –––– | 6-2  | 1-0  | 1-0  | 1-2  | 0-1  | 0-4  | 4-2  | 1-0  | 1-0  |
| Guingamp        | 0-2  | 4-0  | 0-3  | –––– | 1-1  | 2-1  | 0-2  | 2-5  | 2-6  | 1-1  | 2-2  | 0-1  |
| Issy            | 0-1  | 0-2  | 0-5  | 0-2  | –––– | 2-5  | 0-4  | 0-5  | 0-3  | 4-1  | 5-1  | 1-3  |
| Montpellier     | 0-1  | 2-0  | 1-2  | 6-0  | 3-0  | –––– | 2-3  | 0-0  | 0-1  | 3-0  | 3-0  | 1-2  |
| Olympique Lione | 1-0  | 6-0  | 4-0  | 4-0  | 4-0  | 5-0  | –––– | 2-0  | 6-1  | 6-0  | 8-0  | 3-0  |
| Paris FC        | 1-3  | 2-0  | 3-1  | 4-1  | 1-0  | 3-1  | 1-2  | –––– | 0-0  | 2-1  | 4-0  | 3-0  |
| Paris SG        | 1-0  | 5-0  | 5-0  | 6-0  | 6-1  | 0-0  | 0-1  | 4-0  | –––– | 2-0  | 2-0  | 7-0  |
| Saint-Étienne   | 1-1  | 2-2  | 0-4  | 1-3  | 0-1  | 1-2  | 1-1  | 1-3  | 0-5  | –––– | 0-3  | 0-1  |
| Soyaux          | 0-3  | 1-2  | 0-1  | 2-0  | 2-0  | 0-1  | 1-6  | 1-3  | 0-2  | 2-1  | –––– | 1-2  |
| Stade Reims     | 5-2  | 1-1  | 0-1  | 0-0  | 4-3  | 1-4  | 0-2  | 1-2  | 1-0  | 1-0  | 3-1  | –––– |

## Statistiche

### Classifica marcatrici
Fonte: sito FFF.fr.
| Gol |  |  | Giocatore               | Squadra             |
| --- |  |  | ----------------------- | ------------------- |
| 18  |  |  | Marie-Antoinette Katoto | Paris Saint-Germain |
| 14  |  |  | Catarina Macario        | Olympique Lione     |
| 13  |  |  | Kadidiatou Diani        | Paris Saint-Germain |
| 13  |  |  | Melvine Malard          | Olympique Lione     |
| 11  |  |  | Clara Matéo             | Paris FC            |
| 10  |  |  | Ada Hegerberg           | Olympique Lione     |
| 10  |  |  | Lena Petermann          | Montpellier         |
| 10  |  |  | Katja Snoeijs           | Bordeaux            |
| 9   |  |  | Nikola Karczewska       | Fleury              |
| 8   |  |  | Sara Däbritz            | Paris Saint-Germain |
| 8   |  |  | Ouleymata Sarr          | Paris FC            |
| 7   |  |  | Mathilde Bourdieu       | Paris FC            |
| 7   |  |  | Melchie Dumornay        | Stade Reims         |
| 7   |  |  | Faustine Robert         | Montpellier         |
| 6   |  |  | Signe Bruun             | Olympique Lione     |
| 6   |  |  | Kessya Bussy            | Stade Reims         |
| 6   |  |  | Rosemonde Kouassi       | Fleury              |
| 6   |  |  | Mélissa Gomes           | Bordeaux            |
| 6   |  |  | Griedge Mbock Bathy     | Olympique Lione     |